# Sebastian Wännström
Sebastian Wännström, född 3 mars 1991 i Gävle, är en svensk ishockeyspelare som spelar för Dinamo Riga i KHL. 2020-2021 säsong han var bästa målskytt i Liigan (33 mål i 58 matcher).